# كأس ألمانيا 2014–15
كأس ألمانيا 2014–15 (بالألمانية: DFB-Pokal 2014/15)‏ هو الموسم 72 من  كأس ألمانيا. أقيم خلال الفترة 15 أغسطس 2014 وحتى 30 مايو 2015، والذي يشرف على تنظيمه اتحاد ألمانيا لكرة القدم، وكان عدد الأندية المشاركة فيه  64، وفاز فيه نادي فولفسبورغ.